# Myriotrochus antarcticus
Myriotrochus antarcticus is een zeekomkommer uit de familie Myriotrochidae.
De wetenschappelijke naam van de soort werd in 1997 gepubliceerd door A.V. Smirnov & T.M. Bardsley.